# Оливковый тиранн-плоскоклюв
Оливковый тиранн-плоскоклюв (лат. Rhynchocyclus olivaceus) — вид воробьиных птиц из семейства тиранновых. Выделяют три подвида.

## Описание
Оливковый тиранн-плоскоклюв достигает длины 15 см и массы от 18 до 24,8 г. Половой диморфизм не выражен. Голова и верхняя часть тела тёмно-оливковые, крылья тёмные, кроющие перья крыльев и второстепенные маховые перья с окантовкой охристого цвета или цвета буйволовой кожи (образуют две тусклые полоски на крыльях), третьестепенные маховые перья с жёлтой окантовкой. Хвост тёмный с бледными внешними краями. Горло бледно-серое или бледно-жёлтое, грудь серовато-оливковая, брюхо и подхвостье бледно-жёлтые, грудь и бока с прожилками оливкового цвета. Радужная оболочка тёмная; окологлазное кольцо белое. Клюв очень широкий и плоский, надклювье чёрное, подклювье бледного рогового цвета; ноги от синевато-серого до серого цвета.

## Распространение
Обитают в Бразилии, Французской Гвиане, Гайане, Суринаме и Венесуэле. Естественной средой обитания этих птиц являются субтропические или тропические влажные равнинные леса, а также болота.